# NGC 589
NGC 589 è una galassia lenticolare circondata da un anello, situata nella costellazione della Balena a una distanza di circa 240 milioni di anni luce dalla nostra Via Lattea.

## Scoperta
NGC 589 è stata scoperta nel gennaio 1886 dall'astronomo statunitense Frank Muller.

## Descrizione
Data la sua luminosità superficiale pari a 14,09, NGC 589 può essere classificata come una galassia a bassa luminosità superficiale (nella letteratura in lingua inglese abbreviata in LSB, acronimo di Low Surface Brightness). Le galassie LSB sono galassie di tipo diffuso (D) con una luminosità superficiale inferiore di almeno una magnitudine a quella del cielo notturno circostante.
Il nucleo di NGC 589 appare molto luminoso nell'ultravioletto.
La galassia è iscritta nel catalogo di Markarian con il codice Mrk 999 (MK 999).